# Гейдрих, Лина
Ли́на Ге́йдрих (нем. Lina Heydrich, урожд. Лина Матильда фон Остен (Lina Mathilde von Osten), во втором браке Лина Маннинен (Lina Manninen); 14 июня 1911, Фемарн — 14 августа 1985, там же) — супруга обергруппенфюрера Рейнхарда Гейдриха, начальника Главного управления имперской безопасности и заместителя имперского протектора Богемии и Моравии.

## Биография
Лина фон Остен — дочь обедневшего немецкого аристократа датского происхождения, работавшего учителем в деревенской школе в Гросенброде. Лина окончила школу в Ольденбурге в 1927 году и с 1928 года обучалась в профессиональном училище для девочек в Киле на учительницу. Родительская семья Лины придерживалась ультраправых взглядов, брат Лины Ганс в 1928 году вступил в штурмовой отряд. Лина также с юных лет была убеждённой национал-социалисткой и яростной антисемиткой, в 19 лет она вступила в партию НСДАП (№ партбилета 1 201 380).
Лина познакомилась с Рейнхардом Гейдрихом в декабре 1930 года, их помолвка состоялась уже спустя две недели. Под влиянием невесты и её откровенно националистской семьи поначалу равнодушный к политике Гейдрих приобрёл национал-социалистическое мировоззрение. Лина убедила жениха пойти на собеседование к Генриху Гиммлеру в Мюнхене, от которого он ранее отказался. Эта встреча дала первый толчок головокружительной карьере Рейнхарда Гейдриха. Ко дню свадьбы 26 декабря 1931 года жених Лины уже состоял в НСДАП и работал у Гиммлера. В браке у Гейдрихов родилось четверо детей: сыновья Клаус (1933—1943) и Хайдер (род. 1934) и дочери Зильке (род. 1939) и Марта (род. 23 июля 1942). Политически активная Лина с восторгом восприняла приход национал-социалистов к власти в Германии и карьерный рост мужа. Лина Гейдрих не ладила с супругой Генриха Гиммлера Маргаретой Гиммлер и считала её скупой за её простую манеру ведения домашнего хозяйства. Сама Лина Гейдрих наслаждалась высоким уровнем жизни, который её семья могла себе позволить благодаря карьере Рейнхарда Гейдриха.
После назначения Гейдриха заместителем имперского протектора Богемии и Моравии его семья переселилась к большому удовольствию Лины в роскошное поместье Юнгфер Брецан под Прагой, конфискованное после оккупации Чехии у венского сахарозаводчика еврейского происхождения Фердинанда Блох-Бауэра и отремонтированное согласно вкусам Лины Гейдрих. После смерти Рейнхарда Гейдриха 4 июня 1942 года Лина Гейдрих проживала в этом поместье с детьми и получала пенсию до 1945 года. Спасаясь от наступавшей Красной армии, по совету Гиммлера, Гейдрих с детьми переехала в Баварию. Позднее Лина Гейдрих проживала на своей родине в Фемарне.
В 1947 году американская военная администрация отказала Чехословакии в выдаче Гейдрих как военной преступницы. В Фемарне Гейдрих держала пансион Imbria Parva, где часто проходили встречи бывших эсэсовцев, товарищей её мужа. В ФРГ Гейдрих получала пенсию на основании того, что её муж погиб «как солдат на войне» при исполнении своих служебных обязанностей. С 1965 года Лина Гейдрих состояла в браке с финским художником и театральным режиссёром Мауно Манниненом, до его смерти в сентябре 1969 года.
В своих мемуарах, вышедших в 1976 году под названием «Жизнь с военным преступником», Лина Гейдрих пыталась обелить своего первого супруга. Она описывала его как честного и прямого человека, у которого не было выбора в сложившихся обстоятельствах, и ни разу не выразила сожалений по поводу преступной деятельности Рейнхарда Гейдриха.

## Публикации
- Leben mit einem Kriegsverbrecher, mit Kommentaren von Werner Maser. Ludwig, Pfaffenhofen 1976, ISBN 3-7787-1025-7
- Mein Leben mit Reinhard. Die persönliche Biographie., hrsg. von Heider Heydrich Druffel & Vowinckel, Gilching 2012, ISBN 978-3-8061-1228-3.
- Моя жизнь с Райнхардом., Тотенбург, 2018, ISBN 978-5-9216-2202-9